# Ducado de Sedaví
El ducado de Sedaví con grandeza de España fue un título nobiliario español creado el 14 de julio de 1802 por el rey Carlos IV de España, con carácter personal y no hereditario, a favor de Antonio de Barradas y Baeza, señor de Sedaví, teniente general de los Reales Ejércitos.  
Fue renovado el título para su hijo Antonio Miguel de Barradas y Barradas, pero sin otorgarle la categoría de perpetuo, por lo que el título se extinguió con este segundo titular.

## Denominación
Recibe su denominación de Sedaví, en la provincia de Valencia, de donde fueron señores la familia "Barradas", hasta la abolición de los señoríos en 1837, y de donde tomaron el título de duques de Sedaví.
Antonio de Barradas y Baeza, era hijo de Antonio de Barradas y Olginat de Medicis, señor de Sedaví, y de María Antonia de Baeza Vicentelo y Manrique, hija de Luis Ignacio de Baeza y Mendoza, III marqués de Castromonte.

## Armas
Escudo de los de Barradas.

## Duques de Sedaví
|                        | Titular                               | Periodo                |
| Creación por Carlos IV | Creación por Carlos IV                | Creación por Carlos IV |
| ---------------------- | ------------------------------------- | ---------------------- |
| I                      | Antonio de Barradas y Baeza           | 1802-?                 |
| II                     | Antonio Miguel de Barradas y Barradas | ?-1868                 |
| Último titular         |                                       |                        |

## Historia de los duques de Sedaví
- Antonio de Barradas y Baeza Olginat de Medicis y Vicentelo de Leca, I duque de Sedaví, señor de Sedaví y San Clemente, teniente general de los RR.EE. de Su Majestad.

Casó en primeras nupcias con Inés María Fernández de Henestrosa y Pérez de Barradas, hija de Juan Bautista Fernández de Henestrosa y Aguilar, III marqués de Peñaflor, y casó en segundas nupcias con María Francisca de Barradas y Barradas, su sobrina paterna, hija de Antonio Pérez de Barradas, V marqués de Cortes de Graena. Le sucedió, de su segundo matrimonio, su hijo:
- Antonio Miguel de Barradas y Barradas († en 1868), II duque de Sedaví, señor de Sedaví, Caballerizo mayor del Rey consorte. Último duque de Sedaví.

Casó en primeras nupcias con María de los Dolores Fernández de Córdoba y Rojas, con sucesión, y casó en segundas nupcias con Juana Justiniani y Vasallo, hermana de José Justiniani y Vasallo Ramírez de Arellano, marqués de Peñaflorida, sin descendientes de este matrimonio.
En 1984, algunos de los descendientes, pretendientes al título, solicitaron la conversión en perpetuo del título vitalicio.